# Jānis Pujats
Jānis Pujats, född 14 november 1930 i Nautrēni, Rēzekne, är en lettisk kardinal och ärkebiskop. Han var ärkebiskop av Riga från 1991 till 2010.

## Biografi
Jānis Pujats är son till en lantbrukare. Han studerade vid teologiska seminariet i Riga, som stängdes av de sovjetiska myndigheterna i januari 1951. Pujats prästvigdes i hemlighet av ärkebiskopen av Riga, Antonijs Springovičs, den 29 mars 1951. Under 1950-, 1960- och 1970-talet tjänade han som präst i olika församlingar, bland annat Sankt Antonius i Riga. År 1988 utsåg påve Johannes Paulus II Pujats till monsignore.
I maj 1991 utnämndes Pujats till ärkebiskop av Riga och vigdes den 1 juni samma år av ärkebiskop, sedermera kardinal, Francesco Colasuonno i Sankt Jakobs katedral i Riga. Pujats var ordförande för den lettiska biskopskonferensen från 1998 till 2010.
Den 21 februari 1998 upphöjde påve Johannes Paulus II Pujats till kardinal in pectore; tre år senare erhöll han Santa Silvia som titelkyrka. Han deltog i konklaven 2005, vilken valde Benedikt XVI till ny påve.
Den 10 juni 2019 publicerade kardinal Pujats tillsammans med kardinal Raymond Leo Burke och de kazakiska biskoparna Tomasz Peta, Jan Paweł Lenga och Athanasius Schneider dokumentet Declaration of Truths ("Sanningsförklaring"), innehållande fyrtio punkter som lägger ut och förklarar den katolska tron och läran. Dokumentet hade föranletts av "den universella läromässiga förvirringen och desorienteringen", vilken undertecknarna anser råda inom Romersk-katolska kyrkan. Undertecknarna vänder sig särskilt mot påve Franciskus deklaration Mänskligt broderskap (publicerad den 4 februari 2019), vilken bland annat hävdar att mångfalden av religioner är Guds vilja. De två kardinalerna och de tre biskoparna menar att den religion som föddes ur tron på Jesus Kristus är den enda religion som har skapats av Guds direkta vilja.

## Bilder

Kardinal Pujats titelkyrka
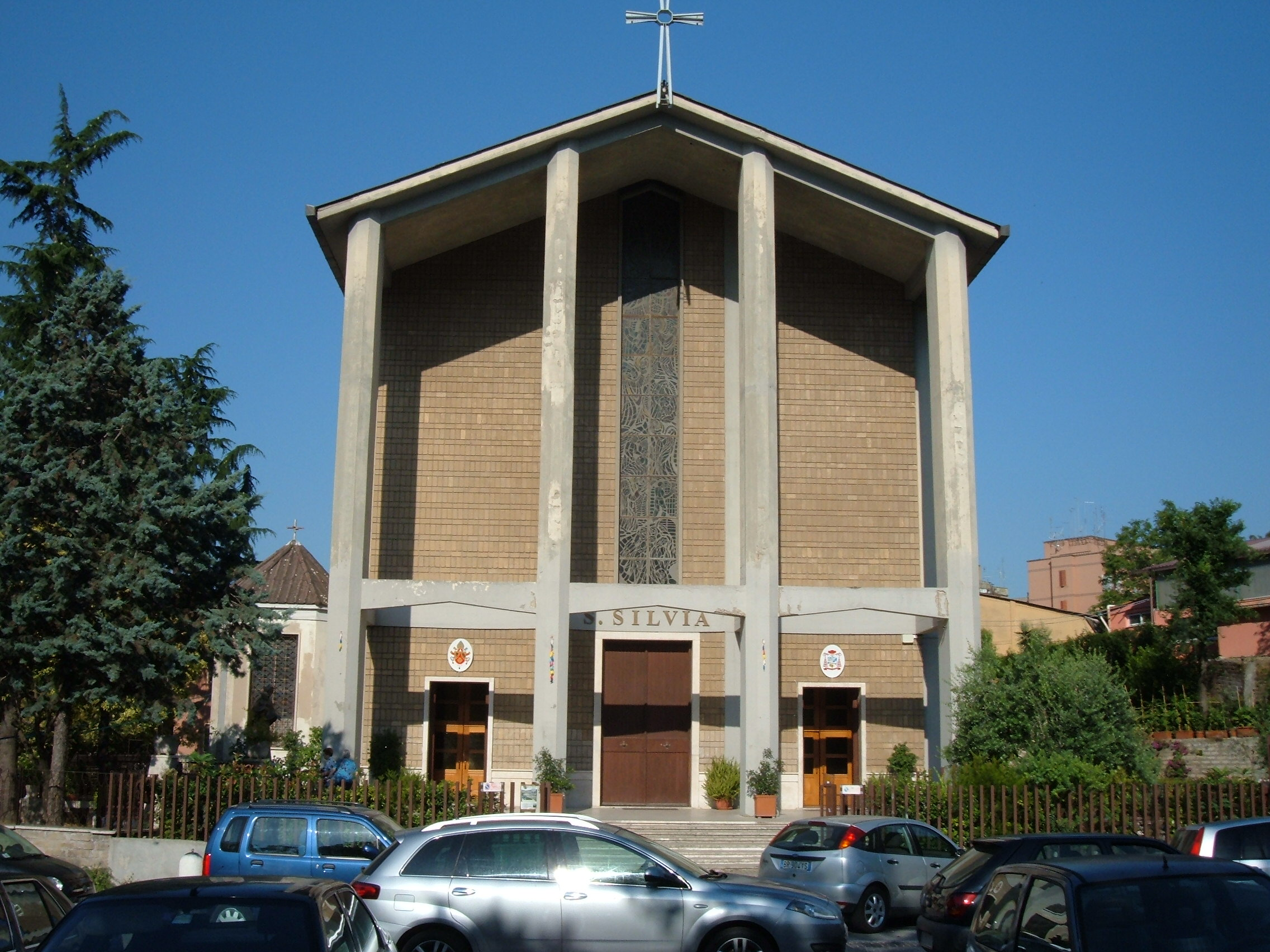
Santa Silvia.